# Trollebokungen
Trollebokungen är en svensk film regisserad av Gustaf Edgren från 1924.

## Handling
Efter en marknad hetsas Ante av sin hustru att rånmörda en hästhandlare med gott av kontanter på sig. Efter mordet flyr paret till Norrland, Ante byter namn till Måns och blir bonde. Han skaffar sig stora ägor och får sin hustru att gå med på att han gifter sig med storbondens dotter för att de båda ska kunna få hans förmögenhet. 
De båda gifter sig och får snart en son. Den första hustrun blir svartsjuk och försöker dränka barnet, men Måns kommer till undsättning i sista stund. Efter detta är samförståndet mellan dem slut, han kör iväg henne, men ordnar ändå arbete åt henne i fattighuset.
När storbonden dör tar Måns över den titeln. Sonen växer upp och förälskar sig i mjölnarens dotter. Detta retar Måns eftersom mjölnaren inte vill sälja kvarnen till honom. Han söker då upp sin första hustru och betalar henne för att bränna ner kvarnen. Sonen är nära att bli innebränd, Måns rusar in och räddar honom, men blir själv dödligt skadad. Innan han dör ger han sonen och mjölnardottern sig välsignelse.

## Om filmen
Filmen premiärvisades 13 oktober 1924. Som förlaga har man Kerstin Strandbergs roman Trollebokungen som utgavs 1917. Weyler Hildebrand inledde i filmen sin filmkarriär. För foto och klippning svarade Carl-Axel Söderström.

## Rollista (i urval)
- Ivar Kalling – Tattar-Ante
- Signe Eklöf – Stava
- Weyler Hildebrand – Niklason, hästhandlare
- Torsten Bergström – Sten Gummesson
- Ernst Öberg – Rik-Hussen
- Anna Carlsten – Inga-Brita, hans dotter
- Henning Ohlsson – Lars Olsson, mjölnare
- Gunvor Winberg – Ingrid, hans dotter
- Ingmar Bergström – Sten som barn